# Interneringskamp Atlit

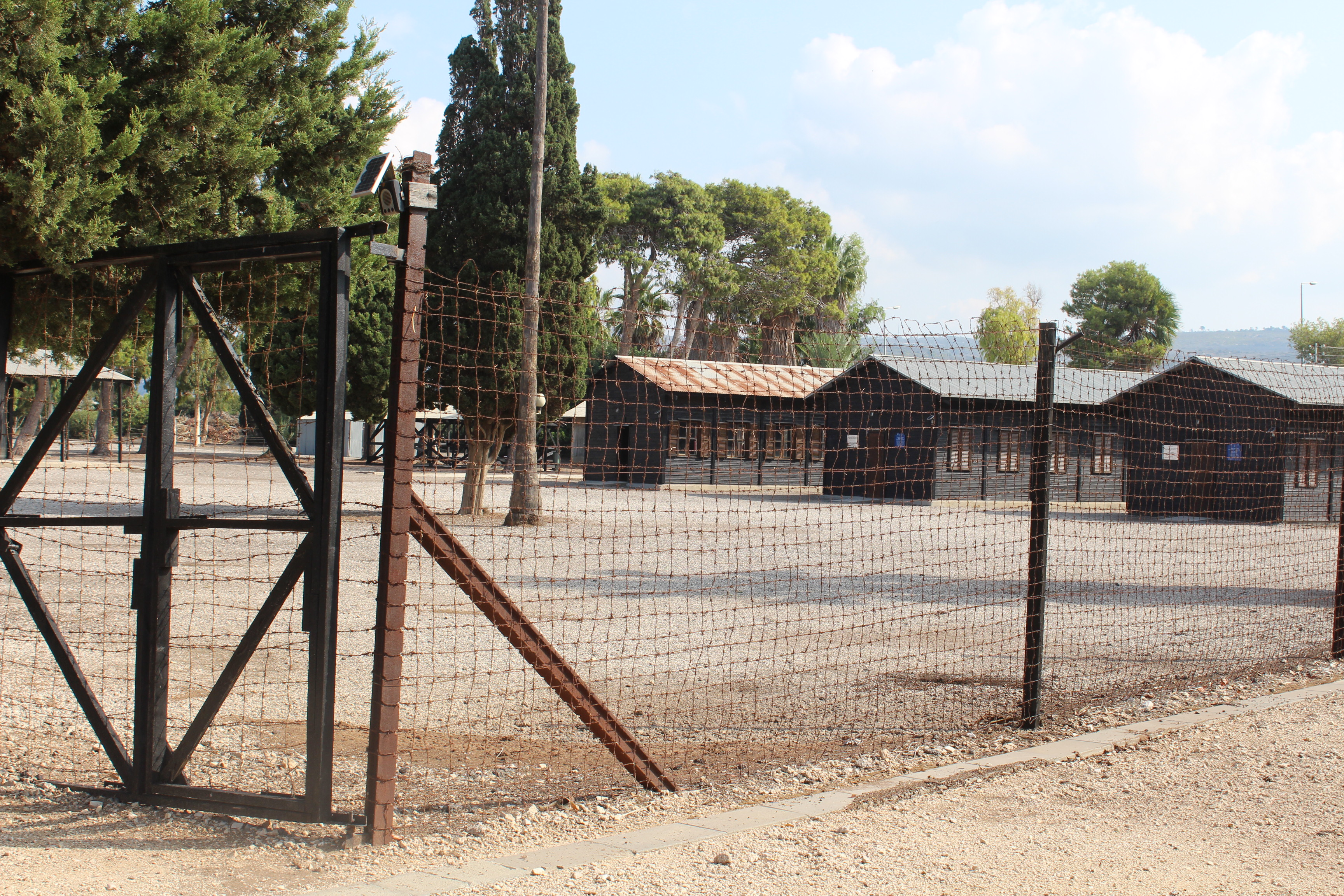
Het kamp functioneert momenteel als museum over de Aliyah Bet

Het interneringskamp Atlit werd door de Britse regering aan de kust van het Mandaatgebied Palestina opgericht om er illegale immigranten onder te brengen. Het kamp ligt ten noorden van Atlit en 15 kilometer ten zuiden van Haifa, in het huidige Israël. Het kamp heeft van 1939 tot de Israëlische onafhankelijkheidsverklaring in 1948 tienduizenden Joden gehuisvest. Tegenwoordig is het kamp een museum van de geschiedenis van de Aliyah Bet (ook Ha'apala genoemd), de illegale immigraties naar Palestina.

## Geschiedenis

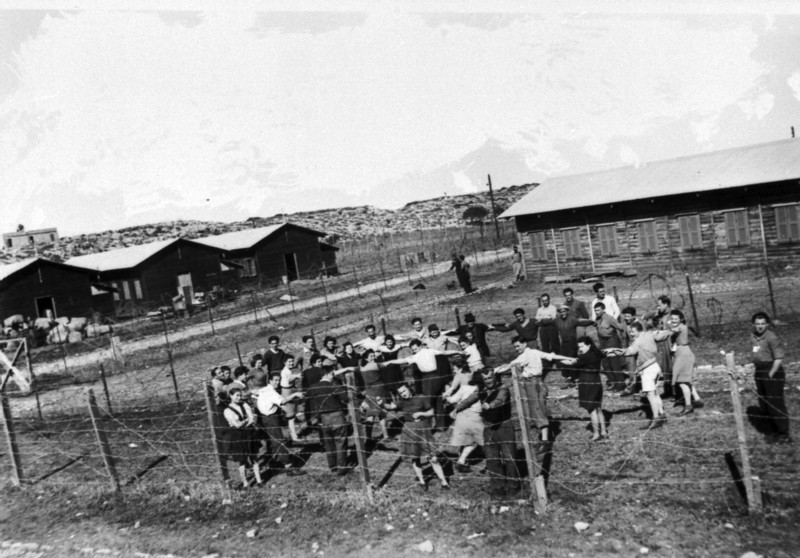
Joodse immigranten dansen een hora in het kamp

In de Balfour-verklaring van 1917 zegde de Britse regering steun toe aan de zionisten voor de vestiging van een 'Joods tehuis' in Palestina, dat in 1922 mandaatgebied werd van het Verenigd Koninkrijk. Dit bood de gelegenheid voor de Zionistische beweging om de emigratie naar Palestina grootscheeps op touw te zetten met een Derde alia. Na aanhoudende protesten van de Arabieren werd in het MacDonald White Paper in 1939 de immigratie aan banden gelegd. Illegale immigranten werden daarna door de Britten in het interneringskamp Atlit ondergebracht. Het kamp was voorzien van wachttorens en drie omheiningen van prikkeldraad. Het aantal personen dat werd vrijgelaten werd afgetrokken van het quotum bepaald in het MacDonald White Paper. In 1940 werden ruim 1500 gedetineerden naar een kamp in Mauritius gedeporteerd.
Gevangenen die in het kamp arriveerden werden naar geslacht gescheiden, en ontluisd. Getrouwde stellen en familie mochten elkaar elke dag een uur lang bezoeken. In het kamp geboren kinderen kregen de Britse nationaliteit, en konden niet uitgewezen worden, waardoor de in het MacDonald White Paper bepaalde immigratiequota daardoor op hen niet van toepassing waren.

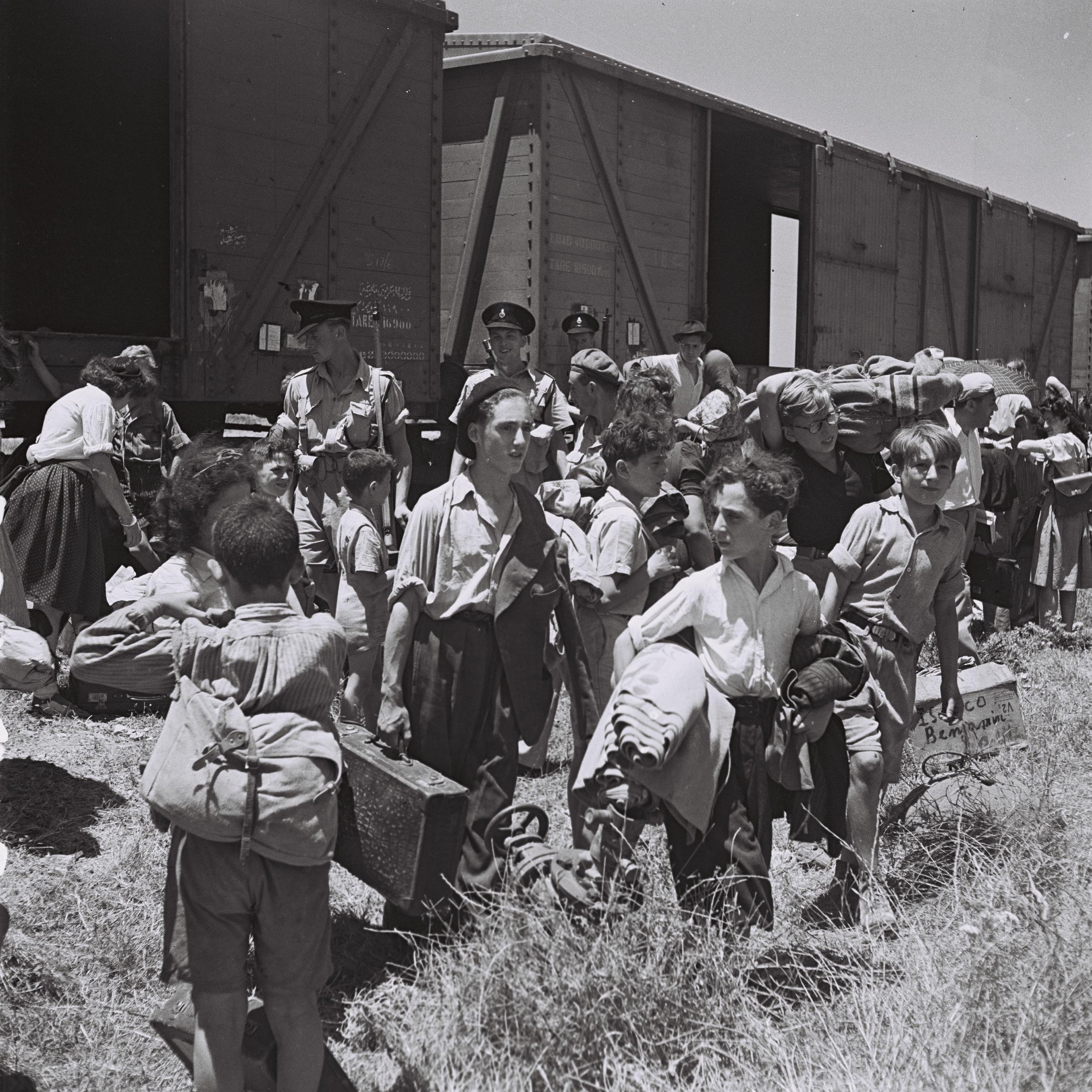
Overlevenden van de Holocaust arriveren in kamp Atlit, 1945

### Na de Tweede Wereldoorlog
Na de Tweede Wereldoorlog kwam een volgende grote emigratiestroom: de Vierde Alia. Schepen van de Mossad Le'Aliyah Bet brachten tienduizenden immigranten naar Palestina, voor een groot deel overlevenden van de Holocaust. Nadat de Britten hen de toegang tot Palestina hadden geweigerd, viel de Palmach, een speciale legereenheid van de Hagana in de nacht van 9 op 10 oktober 1945 het kamp binnen en bevrijdde alle 208 gedetineerden van het kamp. Het was de eerste openlijk militaire onderneming van de Palmach tegen de Britten.
In de periode van januari tot juli 1946 belandden 10.200 immigranten in het kamp Atlit. Na het in gebruik nemen van de interneringskampen in Brits Cyprus werden ruim 53.000 Joden daarnaartoe gebracht; in april 1948 verlieten de laatste gedeporteerden het kamp in Atlit.

### Na de oorlog van 1948
Tijdens de Arabisch-Israëlische Oorlog van 1948 functioneerde het kamp, nu in handen van de nieuwe – Israëlische – regering, als krijgsgevangenenkamp. Atlit was een van de vijf officiële Israëlische krijgsgevangenen- en werkkampen (naast Ijlil, Sarafand, Umm Khalid en Tel Letwinsky). Er waren nog 17 andere kampen, waarvan de locaties lange tijd voor het grote publiek onbekend bleven. De Palestijnse gevangenen (veelal gewone burgers) moesten er dwangarbeid verrichten onder vaak erbarmelijke omstandigheden. Na verloop van jaren, uiterlijk 1955, werden zij onder druk van het Rode Kruis vrijgelaten en alsnog door Israël  uit Palestina gestuurd. Er is een studie over deze kampen verschenen die zich (voor wat de eerstgenoemde vijf hoofdkampen betreft) baseert op informatie die tijdens de oorlog van 1948 verzameld is door het Internationale Comité van het Rode Kruis (ICRC) en die in 1996 werd vrijgegeven. Ook getuigenissen van 22 overlevende geïnterneerden zijn hierin verwerkt.
Hierna diende het tot 1970 als tijdelijk onderkomen voor nieuwe immigranten. In 1986 werd tien hectare van het kamp gerestaureerd en kreeg in 1987 de status van Nationaal Erfgoed.

## Museum
Tegenwoordig dient het kamp als museum van de overheid en verhaalt het de geschiedenis van de Aliyah Bet. Veel gerestaureerde gebouwen zijn open voor publiek, zoals ontsmettingsruimtes en barakken. Daarnaast bevat het museum een bibliotheek met boeken en documenten over de illegale immigraties.